# 中国田径协会
中国田径协会（英语：Chinese Athletics Association，缩写为：CAA），简称中国田协，是中华人民共和国管理田径运动的机构，是由中华人民共和国各级田径协会、从事田径运动及与之相关体育产业的企事业单位、社会组织，以及热心、支持和从事田径运动及相关工作的个人自愿结成的全国性、行业性、非营利性社会组织；是中华全国体育总会的团体会员，是中国奥林匹克委员会承认的管辖田径运动的全国性运动协会；是世界田径联合会、亚洲田径总会及相应国际和地区田径组织承认的代表中国参加国际田径活动的唯一合法组织。
中国田径协会于1954年成立于北京，是一家非营利性社会组织，由国家体育总局管理，为中华全国体育总会的团体会员。协会总部位于北京市东城区体育馆路2号。
1949年中华人民共和国成立，“中华全国体育协进会”改组为“中华全国体育总会”，继续为国际田联会员。1958年中华全国体育总会为反对国际奥委会关于北京、台北两个奥委会并立的决定而宣布退出国际田联。1978年，国际田联恢复了中国田径协会在该会的合法地位。
截止至2013年7月，协会现有43个团体会员。

## 外部連結
- 官方网站
- 中国田径协会的新浪微博